# Algot Magnusson (Sture)
Algot Magnusson (Sture), född omkring 1355, nämnd första gången 1374, död 1426 var ett svenskt riksråd.  Han var son till Magnus Anundsson Sture.

## Biografi
Genom sitt giftermål omkring 1380 med Märta Bosdotter (Natt och Dag) kom han att i motsats till sin far och farfar mestadels uppehålla sig i Östergötland och Mälarlandskapen, och efter att han (senast 1400) förvärvat gården Rävsnäs i Södermanland, fick släkten där för framtiden sitt stamgods. Då Bo Jonsson (Grip), som var nära släkt med Märta Bosdotter, 1383 eller 1384 kommit i besittning av Örestens och Openstens fästen, insatte han Sture som slottshövitsman, vilket han förblev även efter Bo Jonssons död 1386.
År 1388 var Algot den förste svensk som anslöt sig till drottning Margareta, och han fick därför Opensten och Öresten med underlydande områden i förläning av drottningen. Hon glömde aldrig sin tacksamhetsskuld och han intog under hela sitt återstående liv, tack vare den gunst han åtnjöt både hos Margareta och Erik av Pommern, en särställning inom den svenska aristokratin. Opensten och Öresten lämnade han snart och anförtroddes en mängd andra uppdrag.
Under åren 1392–1393 var han hövitsman på Örebro slott och lär vintern 1393–1394 ha lett belägringen av Stockholm, som mecklenburgarna ännu behärskade. Medan dessa styrde i Stockholm (1395–1398), var Algot hövitsman över hela Uppland. Han blev medlem i riksrådet senast 1395, då han spelade en framskjuten roll vid förhandlingarna i Lindholm och Helsingborg. Han slogs till riddare vid Mora sten 23 juli 1396. Algot var 1403–1404 befälhavare för den resultatlösa gotländska expedition, genom vilken drottning Margareta hoppats återvinna ön från Tyska orden.
År 1405 fick Algot Ångermanland med Styresholms slott i livstidsförläning och skrev sig 1419 som herre till Gripsholms slott, som han dock redan 1423 hade bytt mot Nyköpingshus. Detta år följde han även kung Erik av Pommern på dennes utlandsresa. Algot begravdes i Vadstena kloster. Vid sin död hade han hunnit bli en förmögen man. Gift med Märta Bosdotter (Natt och Dag) (död 1414).
Barn
1. Katarina (död 1413), gift med 1. Närkeslagmannen Karl Karlsson (död 1398; sonson till den heliga Birgitta och son till Karl Ulfsson till Ulvåsa), 2. riddaren Håkan Nilsson (Björnram).[1]
2. Anund Algotsson Sture även kallad Sture Algotsson till Grönskog (1427 flottbefälhavare i konung Eriks krig mot hansestäderna, död 1434) riddare och riksråd.
3. Gustav Algotsson Sture till Ängsö (död 1448) riddare och riksråd.
4. Märta, dog före 7 augusti 1424, gift med riddaren Erik Ummereise